# Canal 9 (Resistencia)
El Canal 9 de Resistencia es una estación de televisión abierta argentina afiliada a El Trece que transmite desde la ciudad de Resistencia. La emisora se llega a ver en gran parte de la Provincia del Chaco y en parte de la Provincia de Corrientes a través de estaciones repetidoras. Es operado por el Grupo Linke.

## Historia
El 10 de octubre de 1963, mediante el Decreto 9065, el Poder Ejecutivo Nacional adjudicó a la empresa TV Resistencia S.A. (en ese entonces en proceso de formación y conformada por 15 personas) una licencia para explotar la frecuencia del Canal 9 de la ciudad de Resistencia, capital de la provincia del Chaco.
La licencia inició sus transmisiones regulares el 17 de agosto de 1966 como LT 81 TV Canal 9 de Resistencia. Originalmente, el canal emitía la programación de la señal porteña Canal 9 hasta octubre de 2007.
El primer director de Canal 9 fue Luis Viola (uno de los dueños y directores también del desaparecido e histórico diario “El Territorio”). Por entonces, el equipo técnico se componía de unas 8 personas cuya jefatura ejercía Emilio Couto.
El 27 de enero de 1983, mediante el Decreto 194, el Poder Ejecutivo Nacional renovó la licencia conferida del Canal 9.
El 24 de mayo de 1983, mediante la Resolución 273, el Comité Federal de Radiodifusión autorizó al Municipio de Las Breñas a instalar una repetidora de la emisora de esa localidad, asignándole el canal 8 en la banda de VHF. Ese mismo día, mediante la Resolución 274, también autorizó al Municipio de General Pinedo a instalar una repetidora de la emisora de esa localidad, asignándole el canal 9 en la banda de VHF.
El 27 de diciembre de 1983, mediante la Resolución 619, también autorizó al Municipio de Santa Sylvina a instalar una repetidora de la emisora de esa localidad, asignándole el canal 31 en la banda de UHF; sin embargo, el 20 de mayo de 2005 (a través de la Resolución 576), revocó la Resolución 619/83 declarando la caducidad del permiso de construcción.
En diciembre de 1985, la licencia de LT 81 fue re-adjudicada a la empresa TV Resistencia S.A.I.F.
El 25 de noviembre de 1997, la empresa australiana Prime Television Ltd. anunció la compra la red de Canal 9 y sus emisoras (incluyendo el Canal 9 de Resistencia) por aproximadamente USD 150 millones. Dicha transacción fue completa al mes siguiente. Para enero de 1998, el 50% de la red había pasado a manos de Torneos y Competencias; mientras, que para marzo de 1999, TyC era copropietaria dicho porcentaje junto con Atlántida Comunicaciones a través de la empresa AC Inversora.
En octubre de 1999, mediante la Resolución 1640, la Secretaría de Comunicaciones autorizó a Canal 9 a realizar pruebas en la Televisión Digital Terrestre bajo la normativa ATSC (normativa que fue dispuesta mediante la Resolución 2357 de 1998). Para ello se le asignó el Canal 8 en la banda de VHF.
En 2002 fue adquirido por el Grupo Linke, actual dueño.
En octubre de 2007, Canal 9 comenzó a emitir de forma exclusiva la programación de Canal 13 de Buenos Aires (perteneciente a Artear/Clarín).
El 7 de julio de 2009, el Comité Federal de Radiodifusión, mediante la Resolución 435, autorizó a TV Resistencia (titular de Canal 9) a instalar repetidoras en Colonias Unidas y Pampa del Infierno asignándole a cada repetidora los canales 12 y 13 respectivamente.
El 20 de octubre de 2011, la Autoridad Federal de Servicios de Comunicación Audiovisual, mediante la Resolución 1499, autorizó al Canal 9 a realizar pruebas en la Televisión Digital Terrestre bajo el estándar ISDB-T (adoptado en Argentina mediante el Decreto 1148 de 2009). Para ello se le asignó el Canal 41 en la banda de UHF.
La recepción del canal en el Chaco se da gracias a las primeras repetidoras, que datan de los años 70, que fueron ubicadas en las localidades de La Escondida, Presidencia de la Plaza y Presidencia Roque Sáenz Peña. Luego, Villa Ángela, General San Martín, Villa Berthet, Charata y Tres Isletas, y la última estación repetidora fue inaugurada en la localidad de Juan José Castelli.
En el marco de un proyecto auspicioso e integrador que buscaba la plena expansión regional, y de la mano del Grupo Linke, en mayo de 2013 se inauguraron las otras instalaciones del canal en la ciudad de Corrientes; sin embargo en 2019 se determinó el cierre definitivo.
El 26 de febrero de 2015, la Autoridad Federal de Servicios de Comunicación Audiovisual, mediante la Resolución 35, le asignó a Canal 9 la frecuencia 28 de la banda UHF para emitir de forma regular (en formato HD) en la Televisión Digital Terrestre. Desde entonces, es el único canal en emitir señal full HD por aire y para toda la región.

## Programación
Actualmente, parte de la programación del canal consiste en retransmitir parte de los contenidos del Canal 13 de Buenos Aires (cabecera de la cadena Artear/El Trece, que representa comercialmente a Canal 9).
La señal posee también su programación local en los que se destacan Noticiero 9 (que es el servicio informativo del canal), Streamercitos (programa infantil), Receta secreta (programa culinario), Siempre con lo nuestro (programa de música), Sports NEA (programa de deportes), Veteve (programa de interés general) y La otra mirada (magazine de fin de semana) entre otros programas locales.

## Noticiero 9
Es el servicio informativo del canal con principal enfoque a la Provincia del Chaco. Actualmente, posee tres ediciones que se emiten de lunes a viernes (a las 13:00, a las 20:00 y a la medianoche).

## Repetidoras
Canal 9 cuenta con repetidoras en la Provincia del Chaco. De las 10 que tiene autorizada el canal, sólo son reconocidas 9 como repetidoras en funcionamiento.
| Canal | Localización de la repetidora     |
| 7     | Charata                           |
| 10    | General San Martín                |
| 10    | Juan José Castelli                |
| 12    | La Escondida                      |
| 7     | Presidencia de la Plaza           |
| 4     | Presidencia Roque Sáenz Peña      |
| 4     | Santa Sylvina (fuera de servicio) |
| 3     | Tres Isletas                      |
| 5     | Villa Ángela                      |
| 73    | Villa Berthet                     |